# Besarabia

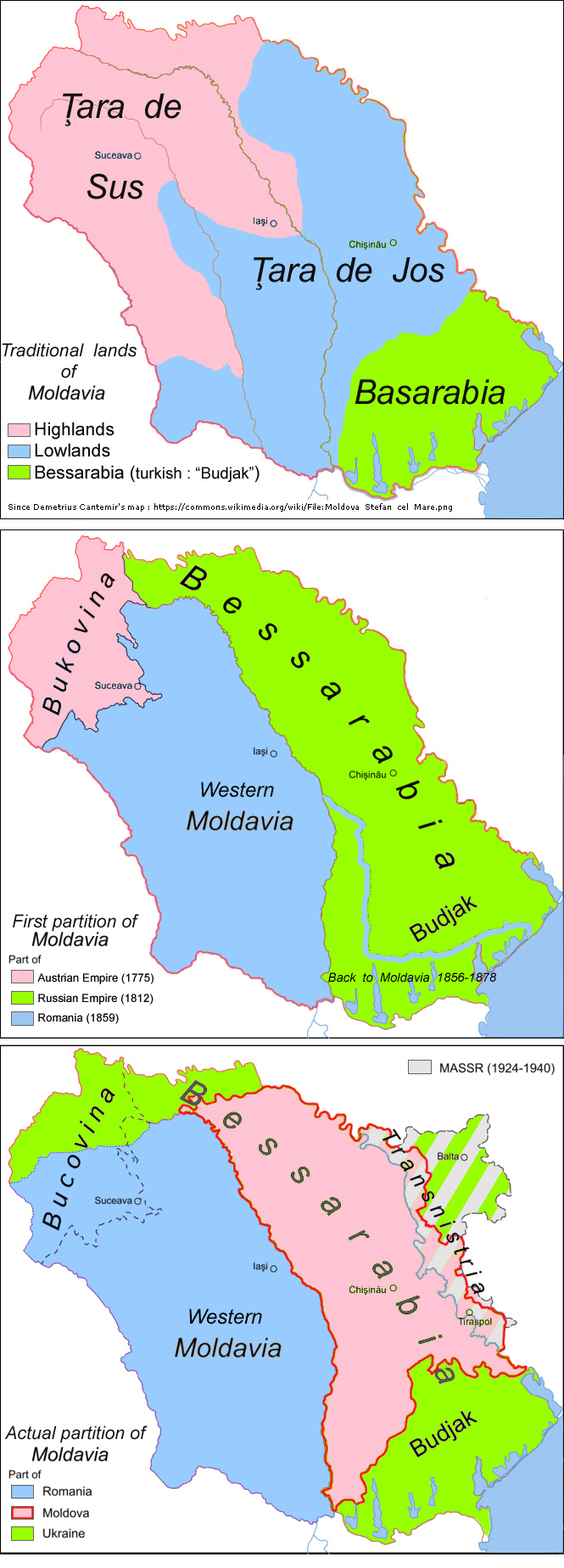
Evolución de Besarabia y actual repartición entre Rumania (azul), Ucrania (verde) y Moldavia (rosado).

Besarabia (en rumano: Basarabia, en ucraniano: Бессарабія, en ruso: Бессарабия, en turco: Besarabya) es una región del sureste de Europa Oriental. Incluye a la casi totalidad de la antigua República Socialista Soviética de Moldavia (excepto la región separatista de Transnistria), parte de Ucrania (Budzhak y parte del óblast de Chernivtsí). Limita al norte y al este con el resto de Ucrania y al sur y al oeste con Rumania.
Besarabia era el nombre con el que el Imperio ruso identificó la parte oriental del principado de Moldavia, que Rusia arrebató en 1812 al Imperio otomano y la organizó como la Gobernación de Besarabia. Lo que quedaba de Moldavia se unió a Valaquia en 1859, creando el Reino de Rumania.
En 1917 fue proclamada la República Democrática de Moldavia como parte de la RSFSR (República Socialista Federativa Soviética de Rusia). A principios de 1918 se integró a la República Soviética de Odesa. Desde febrero de 1918 esta última luchó contra las tropas rumanas en Besarabia y desde marzo contra las austríaco-alemanas. El 13 de marzo de 1918 fue ocupada y aniquilada por ellas. Después de eso el Sfatul Tarii votó la unión con Rumania. La unión obtuvo reconocimiento internacional en 1920 por el Pacto de París, lo que provocó protestas de minorías étnicas y campesinos locales.
El 23 de agosto de 1939, nueve días antes del inicio de la Segunda Guerra Mundial, la Unión Soviética pactó con la Alemania nazi la reincorporación de la Besarabia a soberanía soviética (véase Pacto Ribbentrop-Mólotov). En junio de 1940, el 9.º Ejército soviético ocupó la región, reorganizándola como la República Socialista Soviética de Moldavia, asignando sus porciones meridionales y septentrionales a la República Socialista Soviética de Ucrania; pero los soviéticos la perdieron de nuevo durante la invasión de la Unión Soviética a mediados de 1941. Como resultado de la Segunda Guerra Mundial, la Unión Soviética conservó Besarabia.
Hoy día la mayor parte de Besarabia pertenece a Moldavia, mientras que dos pequeñas partes, los extremos meridional y noroccidental, pertenecen a Ucrania.

## Toponimia
El nombre Besarabia (en rumano: Basarabia) proviene de la familia valaca Basarab, quien gobernó la parte meridional de la región. El nombre se aplicó originariamente en la zona meridional, que corresponde al actual Budzhak. Los turcos fueron los primeros en llamar la zona Besarabya, cuando lograron el control de la zona en 1484.
Del siglo XV al siglo XIX, la región fue parcialmente dominada por Moldavia, el Imperio otomano (solo Budjak), Rusia, Rumania, la URSS, Ucrania y nuevamente Moldavia.

## Historia

### Prehistoria
El territorio de Besarabia fue habitado desde tiempos muy antiguos. Los indoeuropeos llegaron, aproximadamente, en el 2000 a. C. Los habitantes originarios eran los cimerios y más tarde los escitas. Más tarde se asentaron las tribus tracias, dacios, getas, tiragetios y bastarnos. En el siglo VII a. C. los colonos griegos se establecieron en la región, principalmente en la costa del mar Negro y comerciaron con los locales. Los celtas se asentaron en las partes meridionales, destacando la villa de Aliobrix.
El primer estado que incluyó la totalidad de Besarabia fue el reino dacio de Berebistas, contemporáneo de Julio César, en el siglo I a. C. Tras su muerte, el estado fue dividido en reinos pequeños y solo unificado por el reino dacio de Decébalo en el siglo I. Aunque el reino fue derrotado por el imperio romano en el año 106, Besarabia no formó parte del imperio y los dacios libres resistieron los conquistadores romanos. Los romanos construyeron murallas defensivas en el sur de Besarabia para defender la Escitia Menor de las invasiones bárbaras.
El Imperio romano romanizó partes de la Dacia (vía colonización e influencia cultural), y algunas tribus locales adoptaron las costumbres romanas, así como el latín. Según la teoría de la continuidad tracio-rumana, la cultura romana y la lengua romance se extendieron por toda el área cultural de los antiguos dacios, incluida Besarabia. Aunque algunos historiadores lo niegan.
En el año 270 las autoridades romanas comenzaron a retirar sus fuerzas de Dacia, debido a las invasiones de godos y carpos. Los godos eran una tribu germánica que ocupó la parte meridional de Besarabia (Budjak), debido a su posición geográfica y a sus características, una estepa atractiva para tribus nómadas.

### Alta Edad Media
Del siglo III al siglo XI la región fue invadida a menudo por godos, hunos, ávaros, eslavos, búlgaros, magiares, pechenegos, cumanos y mongoles. El territorio de Besarabia formó parte de reinos efímeros que eran desechos cuando llegaban nuevas oleadas de inmigrantes. Estos siglos se caracterizaron por un fuerte estado de inseguridad y movimientos de masas.
En el año 561, los ávaros ocuparon Besarabia y ejecutaron al dirigente local Mesamer. Entonces, el 582, los búlgaros onogures, que habían sido desplazados hacia la Moesia inferior por los jázaros, se asentaron en el sur de Besarabia y norte de Dobrudja y ocuparon la futura Bulgaria. En el siglo VI los eslavos también se establecieron en la región.
Con la creación del imperio de los jázaros al este, las invasiones disminuyeron y se crearon estados más estables. Entre los siglos IX y XIII, Besarabia formó parte de los voivodatos Bolohoveni (norte) y Brodnici (sur), los primeros principados valacos de la época. Las últimas invasiones a gran escala fueron las de los mongoles y tártaros de 1241, 1290 y 1343. Sehr al-Jedid, un pequeño grupo de la Horda de Oro, se asentó cerca del actual Orhei hasta que fueron expulsados en 1390. Llevaron a retiro a gran parte de la población a zonas montañosas en los Cárpatos Orientales y Transilvania. Especialmente baja era la población al este del río Prut durante las invasiones tártaras.

El nombre de Besarabia surge durante el gobierno valaco del sur de Besarabia, que se muestra en la imagen en un mapa de 1390.

La mayor parte de Besarabia fue durante siglos parte del principado de Moldavia. En la imagen, un mapa de 1800 que muestra Moldavia en color naranja oscuro.

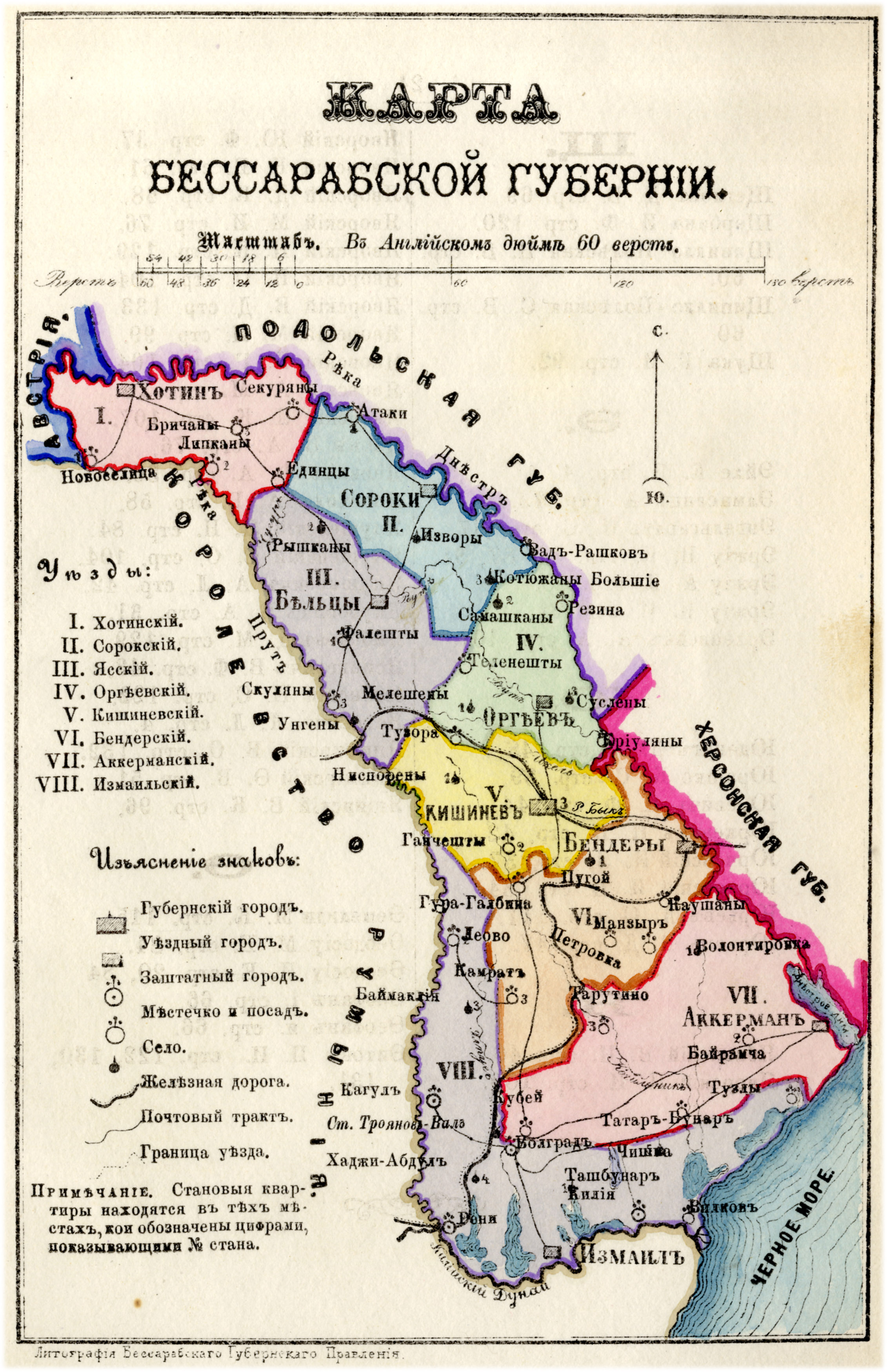
Mapa de 1883 de la gobernación de Besarabia y sus regiones en el Imperio ruso.

### Principado de Moldavia
Tras la derrota de los mongoles en 1343, la región fue incluida en el Principado de Moldavia, que estableció en 1392 su control sobre las fortalezas de Cetatea Albă y Chilia, al margen septentrional del Dniéster.
A finales del siglo XIV, la parte meridional de la región formaría parte del reino de Valaquia, gobernada entonces por la dinastía Basarab, originaria del país. En el siglo XV toda la región formarba parte del principado de Moldavia. Ștefan cel Mare (Esteban el Grande) gobernó entre 1457 y 1504, un largo período de 50 años en que ganó 32 batallas defendiendo el país contra los otomanos y contra los tártaros, y solo perdió dos. Durante este periodo, después de cada victoria construía un monasterio o iglesia cerca del campo de batalla para honrar el cristianismo. Muchas de estas iglesias, así como antiguas fortalezas, están en Besarabia.
El 1484 los turcos invadieron y capturaron Chilia y Cetatea Albă (Akkerman en turco), y se anexó la parte costera meridional de Besarabia, que fue dividieda en dos sanjaks (distritos) del Imperio otomano. El 1538 los otomanos se añadieron más territorio del sur de Besarabia hasta Tighina, mientras que la parte central y septentrional formaba parte del principado de Moldavia, vasallo de los otomanos.
Entre 1711 y 1812, el Imperio ruso ocupó la región cinco veces durante las guerras que mantuvieron contra el Imperio otomano y el Imperio austríaco. Entre 1820 y 1846, los búlgaros y gagaúzos emigraron hacia el Imperio ruso a través del Danubio, después de vivir años de opresión bajo el yugo otomano, y se asentaron en el sur de Besarabia. Algunas tribus turcófonas de la Horda de Nogái también habitaban la región de Budzhak, al sur de Besarabia de los siglos XVI al XVIII, pero fueron totalmente expulsados en 1812.

### Anexión del Imperio ruso
En el Tratado de Bucarest del 28 de mayo de 1812, que puso fin a la guerra ruso-turca de 1806-1812, el Imperio otomano cedió la parte oriental del principado de Moldavia al Imperio ruso. Esta región fue entonces llamada Besarabia. Hasta entonces, el nombre solamente se usaba para la parte meridional de la región, que había estado en gobernada directamente por los otomanos desde el 1484.

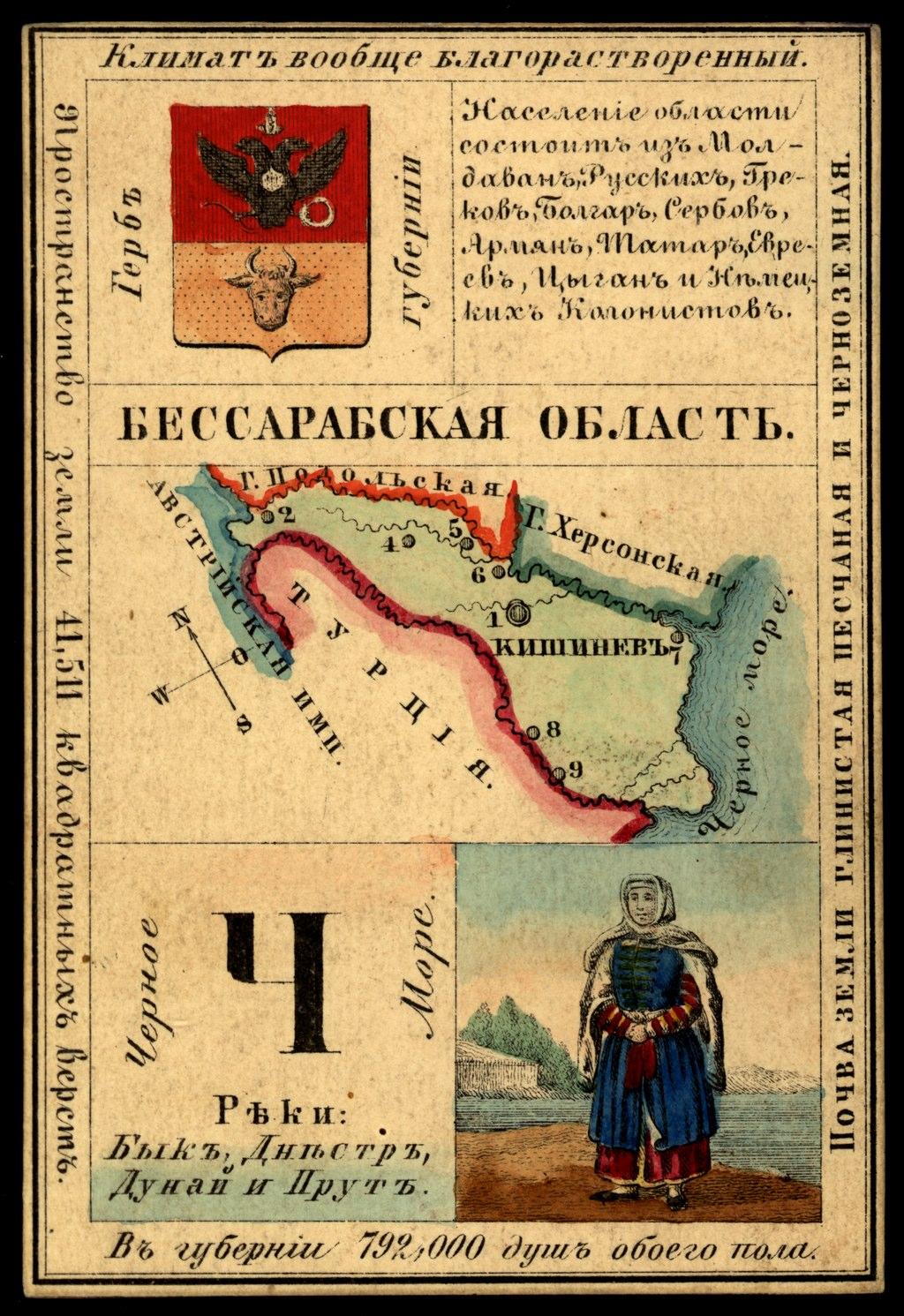
Tarjeta ilustrada de 1856 que forma parte de un conjunto de ochenta y dos cartas, una por cada provincia del Imperio ruso, en las que se enumeran las particularidades de cada región. En la imagen, la correspondiente a Besarabia.

En 1814 se establecieron los primeros colonos alemanes al sur del territorio (los que serían conocidos como alemanes de Besarabia), y  también se asentaron los búlgaros de Besarabia, fundando ciudades como Bolhrad. Administrativamente, Besarabia se integró en el imperio como un Óblast desde 1818 y como guberniya a partir de 1873. En el Tratado de Adrianópolis, que terminó la guerra ruso-turca de 1828-1829, se estipuló que todo el delta del Danubio se incluyese en el óblast de Besarabia.
Al acabar la guerra de Crimea, en 1856, el Tratado de París, dispuso que dos distritos del sur de Besarabia fueran devueltos a Moldavia y que el Imperio ruso perdiese el acceso al Danubio. En 1859, Moldavia y Valaquia se unieron en un solo estado que tomó el nombre de Reino de Rumania en 1866, y que englobó también la parte meridional de Besarabia.
La guerra de Independencia Rumana estalló en 1877; los rumanos contaron con el Imperio ruso como aliado. Aunque la liga entre Rumania y el Imperio ruso especificaba que este respetaría la integridad territorial de aquella y no reclamaría ninguna parte al acabar la guerra, el Tratado de Berlín de 1878 otorgó la parte meridional de Besarabia nuevamente a Rusia.
Instigado por las autoridades, el 6 de abril de 1903 estalló el pogromo de Chisináu. Fue la primera acción de antisemitismo dirigida por las autoridades en el siglo XX; murieron en ella entre 47 y 49 judíos, 92 fueron heridos gravemente y 700 casas fueron destruidas en los disturbios.
Tras la Revolución rusa se desarrolló en Besarabia un movimiento nacionalista rumano. En el caos causado por la Revolución de octubre de 1917, se constituyó un Consejo Nacional (Sfatul Țării), con ciento veinte delegados de Besarabia y diez de Transnistria —situada en el margen izquierdo del río Dniéster y habitada por moldavos y rumanos—.
El 14 de enero de 1918, durante los desórdenes originados por la retirada del frente rumano de dos divisiones rusas, Chisináu fue saqueada. El Comité Rumcherod (Comité Ejecutivo Central del Sóviet de Trabajadores, Soldados y Marineros del Frente Rumano, la Flota del Mar Negro y la región de Odesa) se proclamó autoridad suprema en Besarabia. El Sfatul Țării no fue capaz de reclutar ninguna unidad armada, por lo que reclamó el apoyo del Gobierno rumano. El 16 de enero, una división rumana ocupó Chisináu, y al día siguiente Tighina, a orillas del río Dniéster. Al tercer día, los soviéticos fueron expulsados de Besarabia. Diez días después, el 24 de enero de 1918, el Sfatul Țării proclamó la independencia de Besarabia como República Democrática Moldava.
El 9 de abril de 1918, el Sfatul Țării votó a favor de la unión con Rumania por ochenta y seis votos a favor, tres en contra y treinta y seis abstenciones. La unión fue aceptada por los Aliados de Rumania en el Tratado de París (1920).

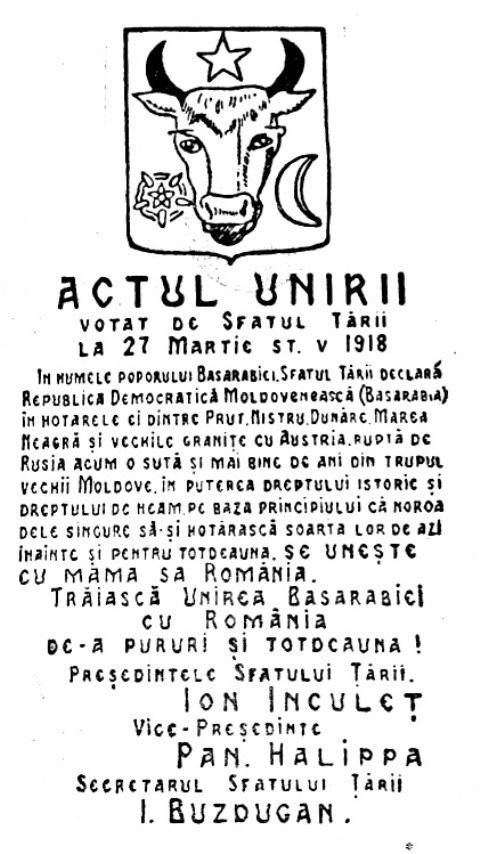
Declaración de la Unión de Besarabia con Rumania.

### Unificación con Rumania
El 27 de marzojul./ 9 de abril de 1918greg., el Sfatul Țării decidió por 86 votos a favor, 3 en contra y 36 abstenciones, la unión con el Reino de Rumania, condicionada a la aplicación de la reforma agraria, el respeto a la autonomía local, y a los derechos humanos.
Las juntas provinciales de Bălți, Orhei y Soroca habían sido las primeras en solicitar la unión con el reino de Rumania, y esta se aprobó efectivamente la fecha indicada, con las siguientes condiciones:
1. El Sfatul Țării llevaría a cabo una reforma agraria, que sería aceptada por el Gobierno rumano.
2. Besarabia seguiría siendo autónoma, con su propia dieta, el Sfatul Țării, elegida democráticamente.
3. El parlamento aprobaría los presupuestos locales, y tendría el control de los consejos de zemstvos y ciudades, y el nombramiento de los miembros de la administración local.
4. El servicio militar obligatorio se llevaría a cabo sobre una base territorial, de manera que los reclutas besarabos servirían en Besarabia.
5. Las leyes locales y la forma de administración podrían cambiar solo con la aprobación de los representantes locales.
6. Los derechos de las minorías debían ser respetados.
7. Besarabia enviaría al Parlamento rumano un número de representantes igual a la proporción de su población en el total rumano.
8. Todas las elecciones debían realizarse mediante sufragio directo, igualitario, secreto y universal.
9. La libertad de expresión y de creencias debían estar garantizadas en la Constitución.
10. Todos los individuos que habían cometido delitos por razones políticas durante la revolución serían amnistiados.

Los gobiernos de la Entente, tratando de no perder su influencia en Rumania a manos de los Imperios Centrales, aceptaron la unión, aunque, manteniendo diversos puntos de vista, decidieron no expresar opinión alguna oficialmente. Los Imperios, que había firmado la paz con los representantes ucranianos el 9 de febrero, ocuparon los territorios fronterizos con Besarabia, alejando el peligro soviético y facilitando la anexión rumana del territorio.

### Parte de Rumania
Por su parte, el 5 de mayo de 1919 se fundó un Gobierno Provisional de Trabajadores y Campesinos de Besarabia en el exilio de Odesa por los bolcheviques.
El 11 de mayo de 1919, se proclamó la República Socialista Soviética de Besarabia autónoma de la República Socialista Federada Soviética de Rusia, pero fue abolida por fuerzas militares de Polonia y Francia en septiembre de 1919 (ver guerra soviética-polaca). Tras la victoria de los bolcheviques en la guerra civil rusa, en 1922 fue creada la República Socialista Soviética de Ucrania y, en 1924, una franja de tierra ucraniana del margen izquierdo del Dniéster fue declarada República Autónoma Socialista Soviética de Moldavia.
La unión con Rumania fue reconocida oficialmente por Francia, el Reino Unido y otros países europeos tras la Conferencia de Paz de París de 1919. La Rusia Soviética no aceptó dicha unión.

### Segunda Guerra Mundial
El 23 de agosto de 1939 se firmó el Pacto Mólotov-Ribbentrop y en su artículo 4 del Protocolo Adicional secreto, Besarabia quedaba dentro de la zona de influencia soviética.

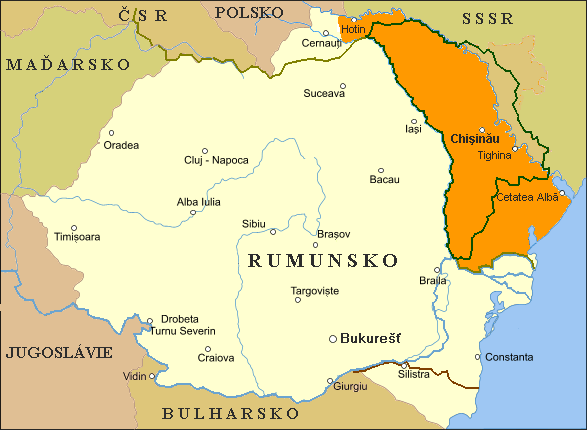
Besarabia entre 1920 y 1940.

El 26 de junio de 1940, en aplicación del Pacto, la URSS envió un ultimátum al gobierno de Rumania para evacuar en cuatro días Besarabia y el norte de Bucovina. Las dos provincias tenían un área de 51.000 km² y 3.750.000 habitantes, mayoritariamente rumanos. Dos días más tarde, la administración rumana se retiró de los territorios y durante la retirada (entre el 28 de junio y el 3 de julio) se dedicaron a atacar a los comunistas locales, mayoritariamente judíos y ucranianos. El ejército rumano fue atacado por el Ejército Rojo, que entró en Besarabia cuando la administración rumana se retiró. El ejército rumano sufrió la muerte o desaparición de 356 oficiales y 42.876 soldados. Una vez las tropas soviéticas entraron en Besarabia, esta fue incorporada a la URSS, repartida entre la República Socialista Soviética de Moldavia y la República Socialista Soviética de Ucrania. Así mismo, muchos habitantes fueron ejecutados o deportados a Siberia y Kazajistán.

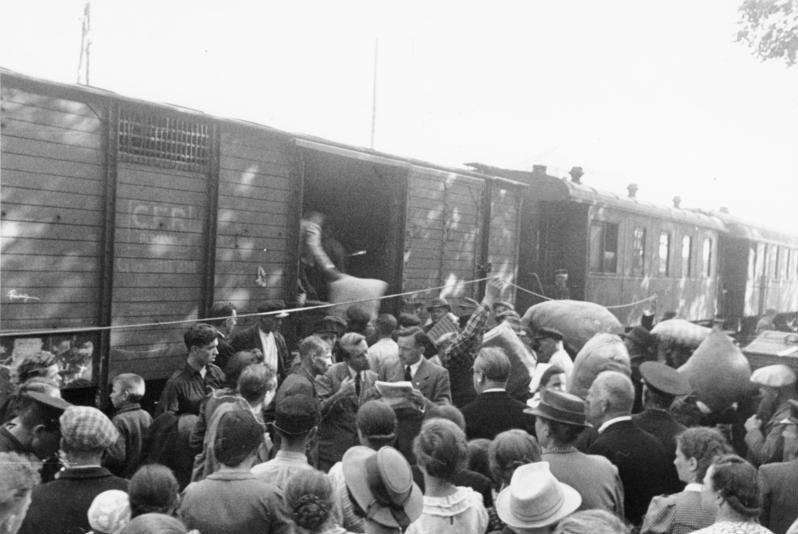
Los alemanes de Besarabia siendo evacuados hacia Galați.

El 2 de agosto de 1940 se estableció la República Socialista Soviética de Moldavia con partes de la antigua República Socialista Soviética Autónoma de Moldavia y la Besarabia no incorporada en Ucrania. A los alemanes de Besarabia, siguiendo lo establecido en el Pacto Mólotov-Ribbentrop, se les ofreció reasentarse en Alemania. Temiendo la opresión soviética, la mayoría de alemanes (unos 93.000) aceptaron. Muchos de ellos, entre los que se encontraban Horst Köhler, fueron reasentados en tierras anexas de Polonia. Aquellos que decidieron no marcharse, fueron asesinados mientras eran deportados hacia el oeste por el Ejército Rojo.
El 22 de junio de 1941, las tropas del Eje invadieron la Unión Soviética en la Operación Barbarroja ayudados por tropas rumanas. Durante la retirada, los soviéticos utilizaron la táctica de tierra quemada y se llevaron por ferrocarril todo lo que pudieron. A finales de julio la región se encontraba bajo control rumano.
Cuando todavía las operaciones militares no habían acabado, las tropas rumanas iniciaron pogromos contra la población judía, matando a miles, acusándolos de haber colaborado con los soviéticos, a quienes habían recibido como liberadores debido a la política antisemita de Hitler. Asimismo, los Einsatzgruppen SS cometieron atrocidades y asesinatos de judíos bajo el pretexto de espionaje, sabotaje o comunismo. La política de solución final de la cuestión judía era vista por el dictador rumano Ion Antonescu más como una expulsión que como exterminio. La población judía (unos 200.000 efectivos) fue inicialmente enviada a guetos, y en 1942 a campos de exterminio de la zona ocupada de Transnistria, parcialmente controlada por las SS.
Después de tres años de paz relativa, el frente soviético volvió a fronteras del Dniéster en 1944. El 20 de agosto de 1944, unos 900.000 soldados del Ejército Rojo comenzaron la ofensiva Iassy-Kishinev. Los soviéticos ocuparon Besarabia en una ofensiva de cinco días. En pequeñas batallas en Chisináu y Sărata el 6.º Ejército alemán, nuevamente reformado tras la batalla de Stalingrado con unos 650.000 soldados, fue obligado a retirarse. Asimismo, viendo la derrota alemana, Rumania rompió su alianza militar con Hitler. El 23 de agosto de 1944 el mariscal Ion Antonescu fue depuesto y el rey Miguel I de Rumania recuperó el poder.

### Parte de la Unión Soviética
La Unión Soviética volvió a anexar la región en 1944 y las tropas soviéticas ocuparon Rumania hasta 1958, imponiendo un régimen comunista obediente a Moscú en la capital Bucarest en 1947. El régimen comunista rumano no incluyó, pues, el asunto de Besarabia y Bucovina (también ocupada por la URSS) en sus relaciones con la Unión Soviética.
Entre 1969 y 1971, un grupo de jóvenes intelectuales de Chisináu creó un Frente Nacional Patriótico clandestino, con un total de cien miembros, que reclamaban el establecimiento de una República Democrática de Moldavia, que se escindiera de la URSS y se uniera a Rumania.
En diciembre de 1971, según una nota informativa para Ion Stănescu, presidente del consejo de seguridad del Estado de la República Socialista de Rumania, a Yuri Andropov, jefe del KGB, tres de los líderes del Frente Nacional Patriótico, Alexandru Usatiuc-Bulgăr, Gheorghe Ghimpu y Valeriu Graur, así como una cuarta persona, Alexandru Șoltoianu, líder de un movimiento clandestino similar en el norte de Bucovina, fueron arrestados y sentenciados a largas condenas de prisión.

### Independencia de Moldavia

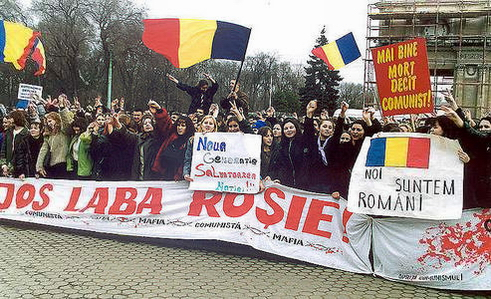
Manifestación pro-rumana en Chisináu (2003).

Con el debilitamiento de la Unión Soviética, en febrero de 1988 se convocaron las primeras manifestaciones masivas en Chisináu. Por lo pronto, reclamaron a la Perestroika el retorno del autogobierno y el estatuto de oficialidad del moldavo (rumano) en lugar del ruso.
El 31 de agosto de 1989 unas 600.000 personas se manifestaron nuevamente en Chisináu durante cuatro días. El rumano se convirtió idioma oficial de la República Socialista Soviética de Moldavia, aunque la medida no se haría efectiva de antemano.
En 1990 se celebraron las primeras elecciones libres para el Parlamento, con la oposición del Frontul Popular, que, sin embargo, se hizo con la victoria, lo que permitió que se formase un nuevo gobierno presidido por Mircea Druc. La RSS de Moldavia se transformó en RSS de Moldavia y más tarde en República de Moldavia. Esta proclamó la independencia en 1991. Sus fronteras son las establecidas el 2 de agosto de 1940, que no han cambiado desde entonces.